# Kaengsaeng 88
Kaengsaeng 88 (Кэнсэн 88, 갱생88, с кор. «возрождение»),п.  также Пхёнъя́н 4.10 (Pyongyang 4.10, 평양4.10, с кор. «Пхеньян») и Пэктуса́н (Paektusan, 백두산, с кор. «гора Пэкту») — северокорейский автомобиль, копия немецкого автомобиля Mercedes-Benz 190E. Разработан компанией Pyongsang Auto Works. Серийно не выпускался.

## История создания
После того, как Корейская Народно-Демократическая Республика понесла значительный ущерб в Корейской войне, под руководством Трудовой партии Кореи началось восстановление тяжёлой промышленности, в частности, с помощью трёхлетнего плана 1954—1956 годов. Следуя идее самодостаточности и самостоятельности, Северной Кореей были предприняты попытки организации собственного автопроизводства. Первоначально это коснулось военного и общественного транспорта. «Кэнсэн 88» был попыткой создать современный легковой гражданский автомобиль. 10 апреля 1987 года Ким Ир Сен заявил, что в КНДР планируется наладить выпуск собственных автомобилей наравне с Южной Кореей.

## Описание конструкции
Северная Корея закупила несколько автомобилей Mercedes-Benz 190E у Таиланда. Для создания полноценной копии автомобиль был изучен методом обратной разработки: полностью разобран и собран заново. Машина выглядела идентично Mercedes-Benz 190, за исключением некоторых деталей: у  «Пхёнъяна» версии 4.10 отсутствовала характерная фигурка-логотип Mercedes-Benz на капоте; вместо этого эмблема Pyongsang Auto Works была закреплена прямо посередине решётки радиатора. «Пэктусан» выглядел аналогично модели «Пхёнъян 4.10», за исключением иного логотипа. Полосы на решётке были расположены исключительно горизонтально. «Кэнсэн 88» более схож с оригиналом: единственным отличием является фигурка на капоте с пятиконечной звездой в центре вместо трёхлучевой. Все три модели не имели боковых зеркал.
Согласно некоторым источникам, автомобиль имел двигатель ГАЗ-21Б советского или местного производства мощностью 65 л. с. или двигатель Mercedes-Benz М102.92 мощностью 105 л. с. На машине отсутствовали стеклоподъёмники и вентиляционная система, из-за чего пыль легко проникала в салон при езде.